# Успенский собор (Пенза)
Успе́нский собо́р — православный храм в городе Пенза, на Мироносицком кладбище. Построен в 1895—1905 годах по проекту губернского инженера Александра Старжинского. В 1945—2022 годах был кафедральным собором Пензенской епархии Русской православной церкви.

## История
С 1836 года на Мироносицком кладбище находилась церковь во имя святых Жен-мироносиц. 21 ноября 1899 года она сгорела и тогда стараниями настоятеля храма протоиерея Григория Николаевича Феликсова, церковных старост: купцов М. Е. Ивановского, С. Л. Тюрина и мещанина А. Д. Гуторова на пожертвования жителей Пензы в 1905 году был построен Успенский собор. Проект нового храма разработал в 1895 году губернский инженер Александр Гаврилович Старжинский, автор проектов многих храмов и приделов. В 1901 году получено благословение Священного Синода, выдавшего грамоту на строительство.
Успенский собор выполнен в русском национальном стиле и имеет традиционную крестово-купольную объёмно-пространственную композицию, характерную для таких построек. К нему примыкают три полукруглые апсиды с востока и небольшая звонница с запада. Храм имеет черты торжественности и монументальности, которые придают ему уравновешенность масс и умеренное использование декора, характерное для древнерусского зодчества.
В 1905 году были освящены все три престола: главный, в память Успения Богородицы — 1 мая; левый, во имя митрополита Киевского, святителя Алексия — 15 мая; правый, во имя святых Жен Мироносиц — 19 июня.
В 1920-х годах был передан советскими властями обновленцам. 25 октября 1931 года в связи с решением обновленческого епархиального управления о слиянии «синодальных» (обновленческих) общин Богоявленской, Петропавловской, Покровской церквей, Успенский храм получил статус кафедрального собора. В 1934 году он был закрыт и превращён в военный склад. По многочисленным ходатайствам прихожан и благодаря приехавшему в Пензу епископу Михаилу (Постникову), которому удалось добиться возвращения церковного имущества, переданного после закрытия в Пензенский краеведческий музей, в марте 1945 года храм вновь был открыт. Епископ Михаил также перенёс в собор свою кафедру из Митрофановской церкви.
С 1950 по 1953 год в Успенском соборе, при настоятеле протоиерее Михаиле Лебедеве (1889—1979), выпускнике Петроградской духовной академии 1915 года, сооружены нынешние иконостасы. В 1970-х годах для совершения панихид, под южным приделом устроена нижняя церковь во имя преподобного Серафима Саровского. В 1994 году построен храм-крестильня в честь Благовещения Пресвятой Богородицы. Автором проекта стал пензенский архитектор Дмитрий Александрович Борунов.
В могиле напротив алтаря собора захоронены пензенские архиепископы Феодосий (Погорский) и Серафим (Тихонов).
2 октября 1999 года в связи с празднованием 200-летия Пензенской епархии в соборе совершил Божественную литургию Святейший Патриарх Московский и всея Руси Алексий II.
В 2005 году Успенский собор отмечал свой 100-летний юбилей. Торжества начались 31 мая в актовом зале Пензенского государственного университета. Здесь присутствовали представители духовенства, городской и областной власти, деятели культуры, искусства, учёные и прихожане. Свои поздравления архиепископу Пензенскому и Кузнецкому Филарету, а также прихожанам направил патриарх Алексий.
1 июня в Успенском соборе прошло всенощное бдение, 2 июня состоялась Божественная литургия и крестный ход на Советскую (прежде Соборную) площадь.
В Успенском соборе с 2000 по 2021 год хранились мощи Святителя Иннокентия (Пензенского). При храме действует детская воскресная школа и высшие богословские курсы Пензенской епархии.
До 19 июня 2022 года был кафедральным собором.